# Мацуяма

Мацуя́ма (яп. 松山市, まつやまし, МФА: [mat͡sujama ɕi̥]?) — місто в Японії, в префектурі Ехіме. Розташоване в північній частині префектури, на березі Внутрішнього Японського моря. Входить до списку центральних міст Японії. Адміністративний центр префектури.  Отримало статус міста 1889 року. Площа становить 429,05 км². Станом на 1 липня 2012 року населення складало 516 803  осіб, густота населення — 1200 осіб/км².  Основою економіки є рибальство, хімічна промисловість, комерція і туризм.  В місті розташовані стародавні ванни Доґо на термальних водах і гірський замок Мацуяма. Єдина міська агломерація та найбільший населений пункт острова Шікоку. Оспіване в японській літературі. Має тісні зв'язки із Хірошімою та Куре. Батьківщина героїв російсько-японської війни 1904–1905 років — головного тактика Цушімської битви Акіями Санеюкі та «батька японської кавалерії» Акіями Йошіфуру.

## Географія
Мацуяма розташована на північному заході острова Шікоку, на березі Внутрішнього Японського моря.
На північному сході місто обмежене горами півострова Таканава, а на півдні відгалуженням гірського хребта Шікоку, Чіґаміне. Центр Мацуями лежить в Мацуямській рівнині, якою протікають річки Шіґенобу та Ішіте. На північному заході від центру, знаходяться острови Куцуна, що належать місту. На півдні Мацуями розташовані джерела термальних вод Доґо.
На півночі Мацуяма межує з містом Імабарі, на сході — з містом Тоон, на півдні з містечками Мацуно, Тобе та містом Ійо
Клімат Мацуями вологий субтропічний. Зими теплі, а літа спекотні Середня температура повітря за рік становить 16,1 °C, а кількість опадів — 1300 мм. Внутрішнє японське море сприяє зменшенню кількості опадів, особливо взимку, а захищеність міста з усіх сторін горами, уберігає його від тайфунів.

## Історія
Територія сучасної Мацуями була заселена людьми у палеоліті. Близько 8000 до Р. Х. виникло Внутрішнє Японське море і обриси Мацуямської рівнини набули сьогоднішніх рис. З початком нашої ери та поширенням рисівництва населення регіону різко зросло. Наприкінці 4 століття він увійшов до складу молодої японської держави Ямато і був реорганізований у провінцію Ійо. 646 року, після реформ Тайка, вона була поділена на повіти.
Ійо славилася гарячими джерелами району Доґо. Зокрема, у 596 році їх відвідав японський принц Шьотоку з підопічними і на пам'ять про свій візит встановив пам'ятну стелу, а в 639 році в них купався Імператор Дзьомей з імператрицею.
На початку 10 століття в околицях Мацуями виникли бази піратів, які тероризували місцеве населення та купців на шляхах Внутрішнього Японського моря. У 936–941 роках ці пірати підняли повстання проти центрального уряду під головуванням аристократа Фудзівари но Сумітомо. На кінець 12 століття білтшість піратських родів перетворилися на місцеву знать і брали активну участь у війні родів Мінатмото і Тайра 1181–1185 років.
Найвпливовішим з піратської знаті був рід Коно, володар сучасної Мацуями, який згодом сам брав участь у каральних походах проти місцевих морських розбійників — родів Куцуна і Дої.Завдяки старанням Коно, у 14 столітті район Доґо на теренах сучасної Мацуями поступово переторився на політико-економічний та культурний центр провінції Ійо. У 16 столітті землі роду Коно були захоплені родом Морі з сусідньої Хірошіми і поділені між його васалами — Кобаякавою Такакаґе, Анкокудзі Екеєм та Курушімою Мічіфусою.

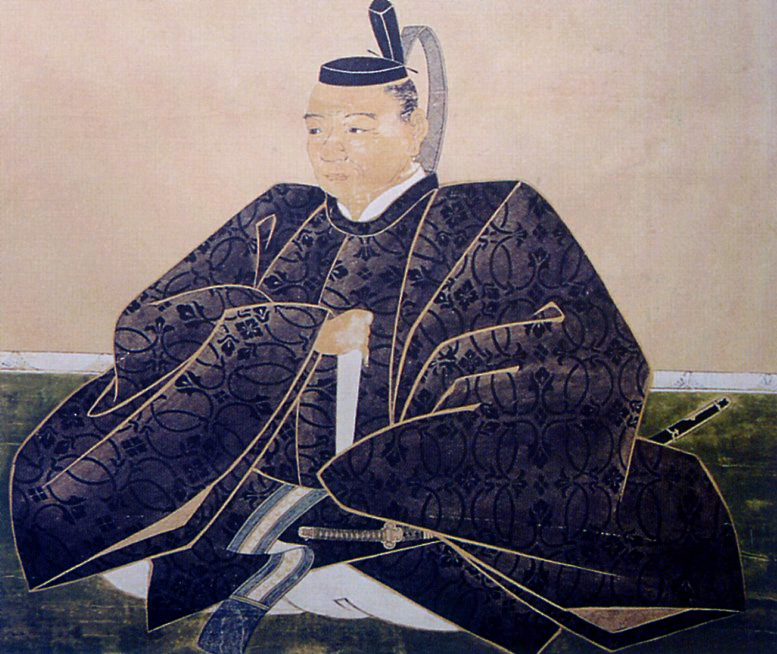
Като Йошіакі — засновник міста Мацуяма, герой Корейської війни 1592–1598 років, один з найкращих будівників замків початку 17 століття.

Після битви при Секіґахара 1600 року і заснування сьоґунату Токуґава, територія сучасної Мацуями дісталася герою Корейської війни, полководцю Като Йосіакіра. Він заклав гірський замок Мацуяма і однойменне призамкове містечко, ставши головою автономного утворення Мацуяма-хан. Згодом воно перейшло до рук роду Мацудайра, родичів сьоґунів. За нових господарів Мацуяма пережила переслідування християн 1691 року, великі пожежі 1701, 1708, 1770 років, голод 1732 року і сильний тайфун 1729 і 1744 років. В містечку існували бавовняний, каструльний і тютюновий цехи, діяли ринок та дім розваг.
Після реставрації Мейдзі 1868 року була проведена адміністративна реформа, у результаті якої в 1871 році Мацуяма-хан було перетворено на префектуру Мацуяма, а в 1873 році інкорпоровано до новоствореної префектури Ехіме. Її центром стало містечко Мацуяма, яке з 1889 року отримало статус міста. В ньому розташовувались казарми 22-го піхотного полку (1886), префекутрна лікарня (1887), міські пошта і телеграф (1889), залізнична станція (1893).
Під час російсько-японської війни 1904–1905 років в Мацуямі знаходився табір для полонених російської армії, у якому утримувалося близько 6 тисяч чоловік, а під час Першої світової — табір для військовополонених німців. Оскільки місто не мало на своїй території стратегічно важливих об'єктів військово-промислового комплексу Японії, воно уникло бомбардувань авіації США під час Другої світової війни.
У 1951 році Мацуяма отримала статус міста міжнародного туризму і культури, а в 2000 році була зарахована до центральних міст Японії.

## Транспорт
- Аеропорт Мацуяма

## Засоби масової інформації
- Головна телерадіомовна служба NHK в регіоні Шікоку.

## Міста-побратими
Маебаші підтримує дружні відносини із 3 містами світу:
- Сакраменто, США (1981)
- Фрайбург, ФРН (1989)
- Пхьонтхек, Південна Корея (2004)

## Уродженці
- Акіяма Йосіфуру (1859—1930) — «батько японської кавалерії».
- Акіяма Санеюкі (1868—1918) — тактик Цушімської битви.
- Ясухіса Сіодзакі (* 1950) — японський політик.